# Осма дивизионна област
Осма дивизионна област е военна област на 8-а пехотна тунджанска дивизия, формирана през 1903 година.

## История
Осма дивизионна област е формирана с Указ № 89 от 30 декември 1903 година със седалище в Стара Загора. В състава на областта влизат административните околии Казанлъшка, Старозагорска, Чирпанска, Борисовградска, Хасковска и Харманлийска и полковите окръжия на 12-и пехотен балкански полк, 23-ти пехотен шипченски полк, 10-и пехотен родопски полк и 30-и пехотен шейновски полк. Съгласно указ № 148 от 27 декември 1906 влиза в подчинение на новоформираната 2-ра военноинспекционна област. През време на войните Щабът на областта формира допълващи части за действащата армия. През 1919 г. областта се разделя на два бригадни участъка, като в състава на 1-ва бригада влизат 10-и пехотен родопски полк, 30-и пехотен шейновски полк, 39-и, 6-и конен полк и 11-и конен полк, а на 2-ра бригада – 12-и пехотен балкански полк и 23-ти пехотен шипченски полк. През 1941 –1944 г. областта мобилизира етапни и интендантски части и служби.

## Наименования
През годините областта носи различни имена според претърпените реорганизации:
- Осма тунджанска дивизионна област (1903 – 1920)
- Осма тунджанска полкова област (1921 – 1937)
- Осма дивизионна област (1938 – 1948)

## Началници
Званията са към датата на заемане на длъжността.
| № | звание    | име             | дати    |
| - | --------- | --------------- | ------- |
|   | Полковник | Георги Бошнаков | от 1917 |